# Chesty (mascota)

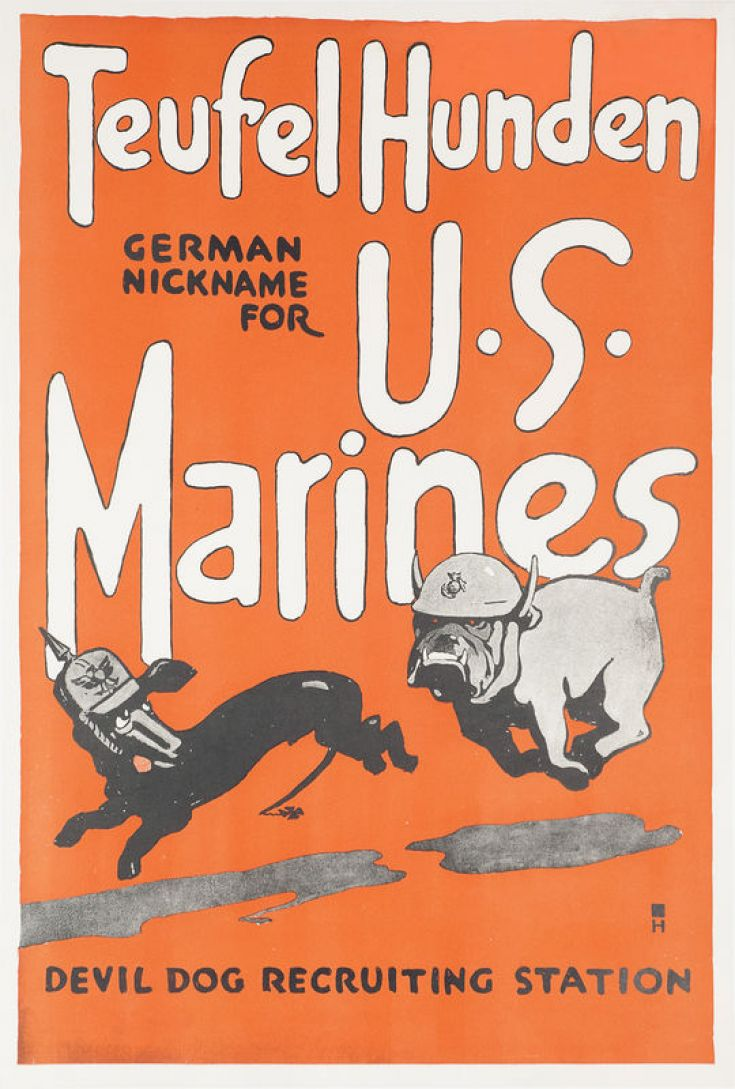
Puesto de reclutamiento de 1918 utilizando el apodo de "perros del diablo".

Chesty, un Bulldog, es la mascota no oficial del Cuerpo de Marines de los Estados Unidos . El primer Chesty recibió el nombre de Lewis "Chesty" Puller en julio de 1957. El perro actual, Chesty XVI, es la decimosexta mascota llamada Chesty. Los deberes de Chesty incluyen asistir a simulacros y desfiles y unirse a eventos comunitarios.

## Antecedentes
Los marines han tenido un bulldog como mascota desde 1922, poco después de la Primera Guerra Mundial, cuando supuestamente se les llamaba "perros del diablo" (en alemán: Teufelshunde ) por sus oponentes alemanes durante la batalla de Belleau Wood . Según Bob Aquilina, de la División de Historia del Cuerpo de Marines, el término en realidad es anterior a la batalla.  La primera mascota bulldog se llamó Jiggs, a quien sucedió un bulldog llamado Soldado Pagett,  luego Jiggs II, y luego varios Smedleys, llamados en honor al General Smedley Butler, entonces el Marine más condecorado.  El primer Chesty recibió su nombre en julio de 1957, en honor a Lewis "Chesty" Puller, el marine más condecorado de la historia. Desde entonces, la mascota del Cuerpo de Marines en el Cuartel Washington, su puesto más antiguo, se ha llamado Chesty, con un número romano creciente.  

## Pasados y presentes Chestys
Chesty siempre es un bulldog inglés.   El perro actual, Chesty XVI, es la decimosexta mascota bulldog del Cuerpo de Marines.  Asumió el cargo de mascota en mayo de 2022.  Los deberes de Chesty incluyen asistir a simulacros y desfiles junto con el Pelotón de Ejercicios Silenciosos del Cuerpo de Marines y unirse a eventos comunitarios.   Chesty participa tradicionalmente en todos los desfiles de los viernes por la noche.  Tienen sus propios uniformes y reciben ascensos y medallas como sus colegas humanos.  Cada Chesty comienza como "recluta" y tradicionalmente es guiado por el Chesty anterior durante un tiempo hasta ser promovido a soldado raso cuando está listo para asumir sus funciones.  El entrenamiento de Chesty incluye comandos caninos estándar, como sentarse cuando se le pide, e interacciones amistosas con la multitud del desfile.  Después de varios años de servicio, los perros son dados de baja honorablemente y adoptados. 

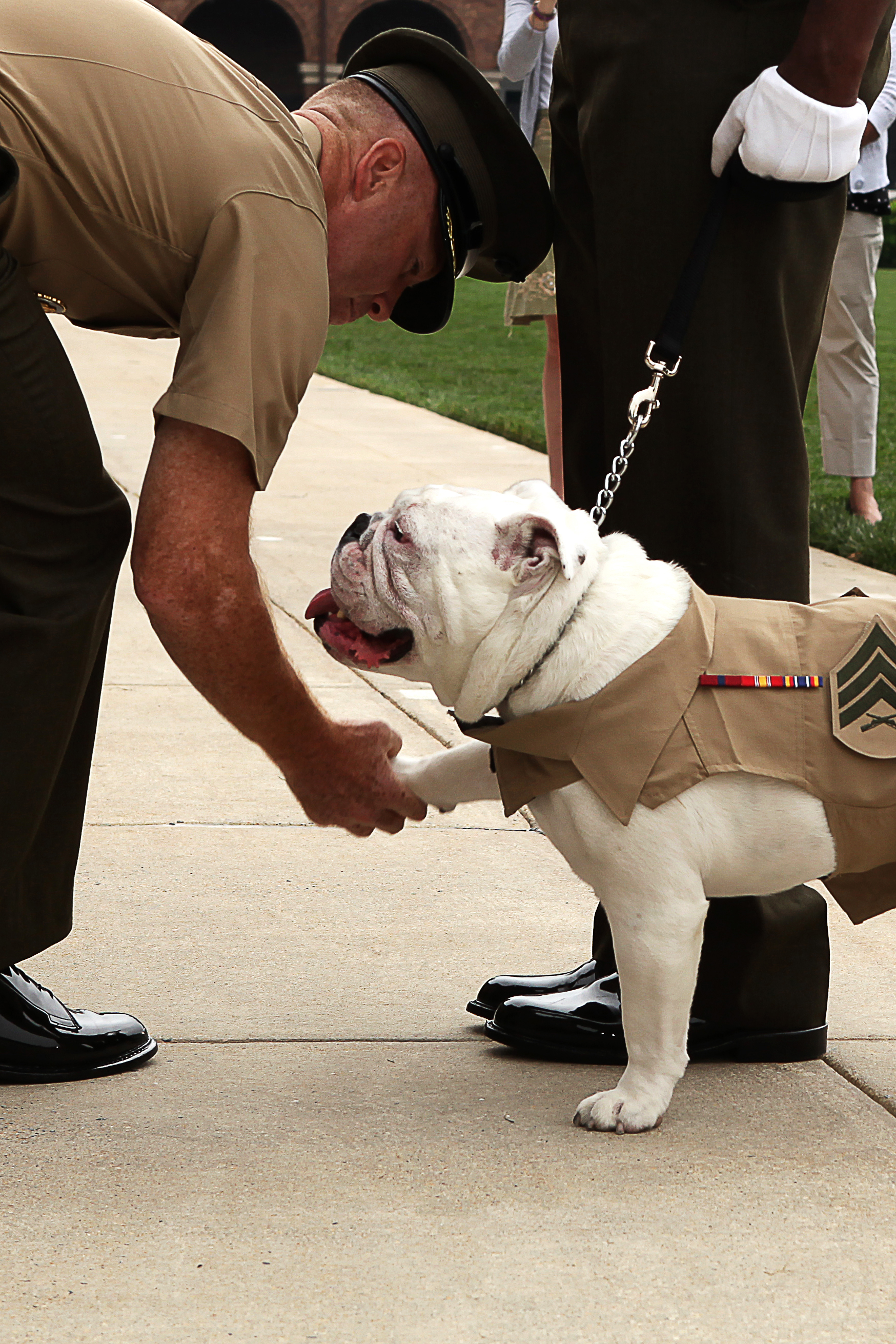
Chesty XIII felicitado por su ascenso a sargento.

Entre los perros que han sido utilizados en el pasado se encuentra Chesty VI, quien fue degradado de soldado de primera clase a soldado raso por "deliberadamente… destrozar y romper un saco de boxeo Everlast, con un valor aproximado de $176.80, propiedad militar de los Estados Unidos" y desobedecer una orden directa de mantenerse alejado del saco de boxeo, y posteriormente recibió dos semanas de servicio extra por morder a dos cabos en el pie.   Chesty XIII provocó un incidente al gruñirle a un perro propiedad de Leon Panetta, mientras que Chesty II se ausentó sin permiso varias veces.  Chesty XV tuvo que ser indultado por el secretario de la Marina Carlos Del Toro en su ceremonia de retiro por mala conducta como saltar sobre los invitados al desfile.  Por otra parte, su sucesor Chesty XVI fue ascendido a soldado de primera clase por Del Toro, quien citó su "historial casi impecable". 